# Jimmie Dale Alias the Grey Seal
Jimmie Dale, Alias the Grey Seal, também conhecido como Jimmy Dale, Alias the Grey Seal, ou The Alibi, é um seriado estadunidense de 1917, dirigido por Harry McRae Webster, em 16 capítulos, categoria policial, e estrelado por Edward K. Lincoln, Doris Mitchell e Edna Hunter. Veiculou nos cinemas dos Estados Unidos entre 23 de março e 6 de julho de 1917. Foi o único seriado da companhia Monmouth Film Corporation.
As histórias ficcionais de Jimmie Dale eram veiculadas no The Peoples Magazine.
Este seriado é considerado perdido.

## Sinopse
Conta em cada episódio a aventura de um moderno Robin Hood.

## Elenco
- E.K. Lincoln	 ...	Jimmie Dale
- Doris Mitchell	 ...	Mulher de negro
- Edna Hunter	 ...	Marie La Sale
- Paul Panzer	 	 ...	Henry La Sale
- Leslie King
- Louis Haine
- George Pauncefort
- Austin Webb
- Jules Ferrar
- William H. Turner
- Doris Kenyon (não creditada)

## Capítulos
1. The Grey Seal
2. The Stolen Rubies
3. The Counterfeit Five
4. The Metzer Murder Mystery
5. A Fight for Honor 6. Below the Deadline
6. The Devil's Work
7. The Underdog
8. The Alibi
9. Two Crooks and a Knave
10. A Rogue's Defeat
11. The Man Higher Up
12. Good for Evil
13. A Sheep Among Wolves
14. The Tapped Wires
15. The Victory